# Gatesville (Texas)
Gatesville ist die Bezirkshauptstadt und Sitz der Countyverwaltung (County Seat) des Coryell County im US-Bundesstaat Texas in den Vereinigten Staaten. Das U.S. Census Bureau hat bei der Volkszählung 2020 eine Einwohnerzahl von 16.135 ermittelt.

## Geographie
Die Stadt liegt am Zusammenschluss des U.S. Highway 84 und dem Highway 36, etwa 125 Kilometer nördlich von Austin, nahe dem Zentrum des Countys, westlich des geografischen Zentrums von Texas und hat eine Gesamtfläche von 22,5 km².

## Geschichte
Der Ort wurde 1854, kurz nach der Bildung des Countys, gegründet und nach dem sich in der Nähe befindlichen Fort Gates benannt.

## Demografische Daten
Nach der Volkszählung im Jahr 2000 lebten hier 15.591 Menschen in 2.640 Haushalten und 1.752 Familien. Die Bevölkerungsdichte betrug 692,7 Einwohner pro km². Ethnisch betrachtet setzte sich die Bevölkerung zusammen aus 63,20 % weißer Bevölkerung, 27,00 % Afroamerikanern, 0,34 % amerikanischen Ureinwohnern, 0,35 % Asiaten, 0,05 % Bewohnern aus dem pazifischen Inselraum und 8,49 % aus anderen ethnischen Gruppen. Etwa 0,56 % waren gemischter Abstammung und 14,73 % der Bevölkerung waren spanischer oder lateinamerikanischer Abstammung.
Von den 2.640 Haushalten hatten 32,5 % Kinder unter 18 Jahre, die im Haushalt lebten. 49,2 % davon waren verheiratete, zusammenlebende Paare. 13,3 % waren allein erziehende Mütter und 33,6 % waren keine Familien. 29,9 % aller Haushalte waren Singlehaushalte und in 15,2 % lebten Menschen, die 65 Jahre oder älter waren. Die Durchschnittshaushaltsgröße betrug 2,46 und die durchschnittliche Größe einer Familie belief sich auf 3,04 Personen.
11,7 % der Bevölkerung waren unter 18 Jahre alt, 10,3 % von 18 bis 24, 53,9 % von 25 bis 44, 16,3 % von 45 bis 64, und 7,7 % die 65 Jahre oder älter waren. Das Durchschnittsalter war 35 Jahre. Auf 100 weibliche Personen aller Altersgruppen kamen 63,8 männliche Personen. Auf 100 Frauen im Alter von 18 Jahren und darüber kamen 59,6 Männer.

Das jährliche Durchschnittseinkommen eines Haushalts betrug 29.534 USD, das Durchschnittseinkommen einer Familie 36.543 USD. Männer hatten ein Durchschnittseinkommen von 30.625 USD gegenüber den Frauen mit 17.073 USD. Das Pro-Kopf-Einkommen betrug 11.152 USD. 14,3 % der Bevölkerung und 12,4 % der Familien lebten unterhalb der Armutsgrenze. Davon waren 17,7 % Kinder und Jugendliche unter 18 Jahren und 14,9 % waren 65 oder älter.

## Persönlichkeiten
- Bulldog Turner (1919–1998), American-Football-Spieler und -Trainer; starb in Gatesville und wurde hier beerdigt
- William Blankenship (1928–2017), Opernsänger
- Buford D. Lary (* 1933), Generalleutnant der United States Air Force
- Mike Weaver (* 1952), Schwergewichtsboxer
- Bart Bryant (1962–2022), Profigolfer der PGA Tour